# Sandefjord
Sandefjordⓘ ist eine norwegische Kommune in der Landschaft Vestfold in der Provinz Vestfold. Sie besteht aus Sandefjord und den Ortsteilen (Tettstedene) Andebu, Kodal, Høyjord, Stokke, Fossnes und Melsomvik. Die Kommune grenzt im Nordosten an Tønsberg, im Westen an Larvik und im Südosten an Færder.

## Geschichte

Sandefjords Wappen von 1914 bis 2017

Das wichtigste Zeugnis aus der Wikingerzeit ist das Königsgrab Gokstadhaugen und der Handelsplatz Kaupang/Skiringssal in Tjølling. Kaupang war einer der großen Handelsplätze der Wikingerzeit und sein Umkreis, der Viken genannt wurde, war eine wichtige Station für die Küstenschifffahrt der Wikinger. Der Meeresspiegel lag damals zwei Meter höher als heute und als Olav Geirstadalv um das Jahr 900 in seinem Schiff im Gokstadhügel begraben wurde, lag das Ufer wesentlich näher am Grabhügel als heute. Sowohl die Vesterøya als auch die Østerøya waren ohne Landverbindung und die Schiffsroute zwischen dem Tønsbergfjord und dem Sandefjordsfjord ging durch den inneren Wasserweg.
Gokstadhaugen wurde 1880 ausgegraben. Man fand das Gokstad-Schiff, ein Wikingerschiff mit blockhausartiger Grabkammer und reicher Ausstattung: Betten, Kochgeschirr, Segelzeug, Waffen und ein Zelt, sowie zwölf Pferde, sechs Hunde und einen Pfau. Mitten in der Grabkammer lagen einige Menschenknochen und ein Schädelfragment. Lange glaubte man, es handele sich dabei um die Überreste von König Olav Geristadalv, der dem ostschwedischen Königsgeschlecht der Ynglingene zugerechnet wurde. Die Funde des Gokstadschiffes sind nun in Oslo zu besichtigen.

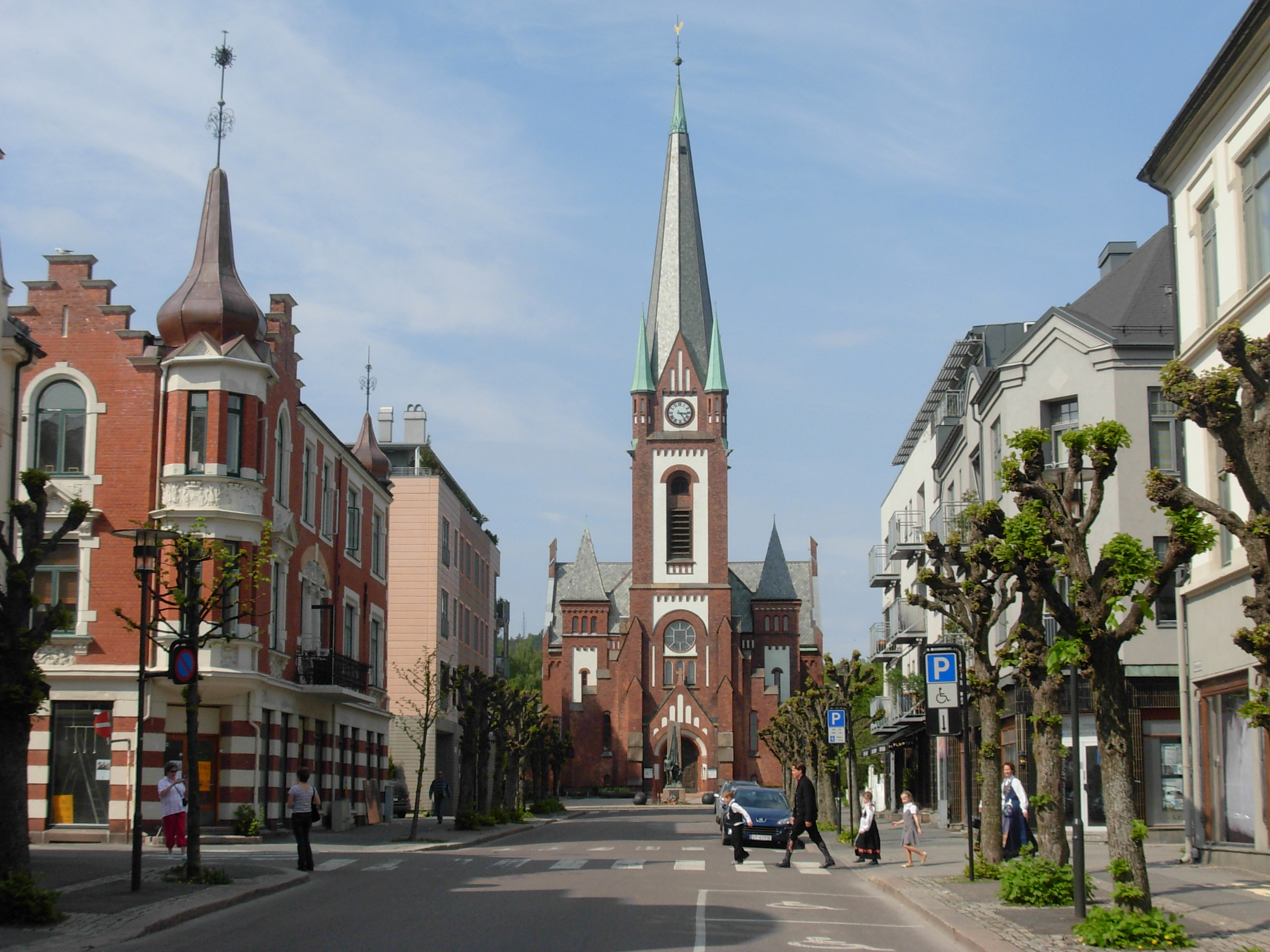
Sandefjord kirke und Kirkegata

1837 wurde in Sandefjord ein Schwefelbad als Heilbad für rheumatische Krankheiten eingerichtet. Als Kurmittel wurden neben den Schwefelbädern auch Moorbäder und Applikationen mit Feuerquallen verabreicht. Selbst Mitglieder des Königshauses und Staatsminister zählten zu den Kurgästen. Zwischen 1837 und 1939 dürften ungefähr 50.000 Menschen das Bad besucht haben. Vor allem waren es Norweger, aber auch Dänen, Schweden, Deutsche, Briten, Amerikaner und Russen kamen nach Sandefjord. Der Badebetrieb wurde 1939 eingestellt. Heute sind die Gebäude als Kulturhäuser restauriert.
Sandefjord bekam 1845 Marktrechte.
1850 wurde Sandefjord ein Zentrum für den Walfang in der Nordsee und an der Küste von Finnmark. 1905 ging die erste Walfangexpedition in die antarktische See. Der Walfang brachte eine neue Blüte. Ende der 1920er Jahre hatte Sandefjord 90 Walfangschiffe und 15 Walkochereien. Mitte der 1950er Jahre wurde der Höhepunkt des Walfangs erreicht. Danach ging diese Aktivität stark zurück, weil der Wal in der Antarktis fast ausgerottet war. 1967/1968 wurde der Walfang ganz eingestellt.
Zum 1. Januar 2017 wurden Stokke und Andebu als erste Kommunen im Zuge der landesweiten Gemeindereform eingemeindet.

## Politik
- R: 1
- SV: 3
- MDG: 1
- Ap: 8
- Sp: 2
- KrF: 2
- INP: 2
- V: 2
- H: 18
- FrP: 5
- ND: 1

### Wappen
Blasonierung: „In Gold ein schräggestellt wachsendes schwarzes Walfangboot, daraus wachsend ein breitbeiniger schwarzer Walfänger, die leicht linksschräg Harpune in den erhoben Händen.“

## Verkehr

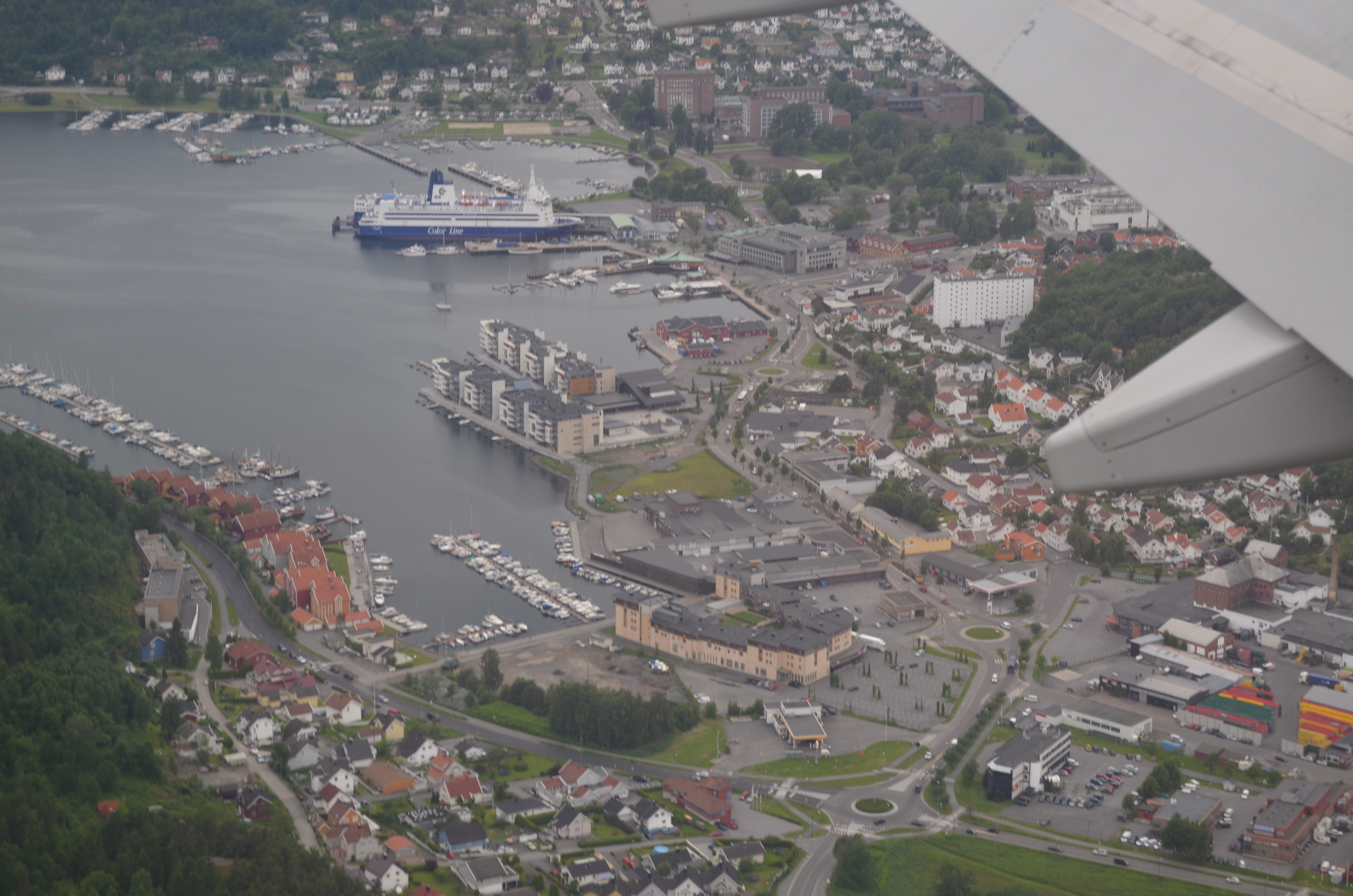
Infrastruktur in Sandefjord

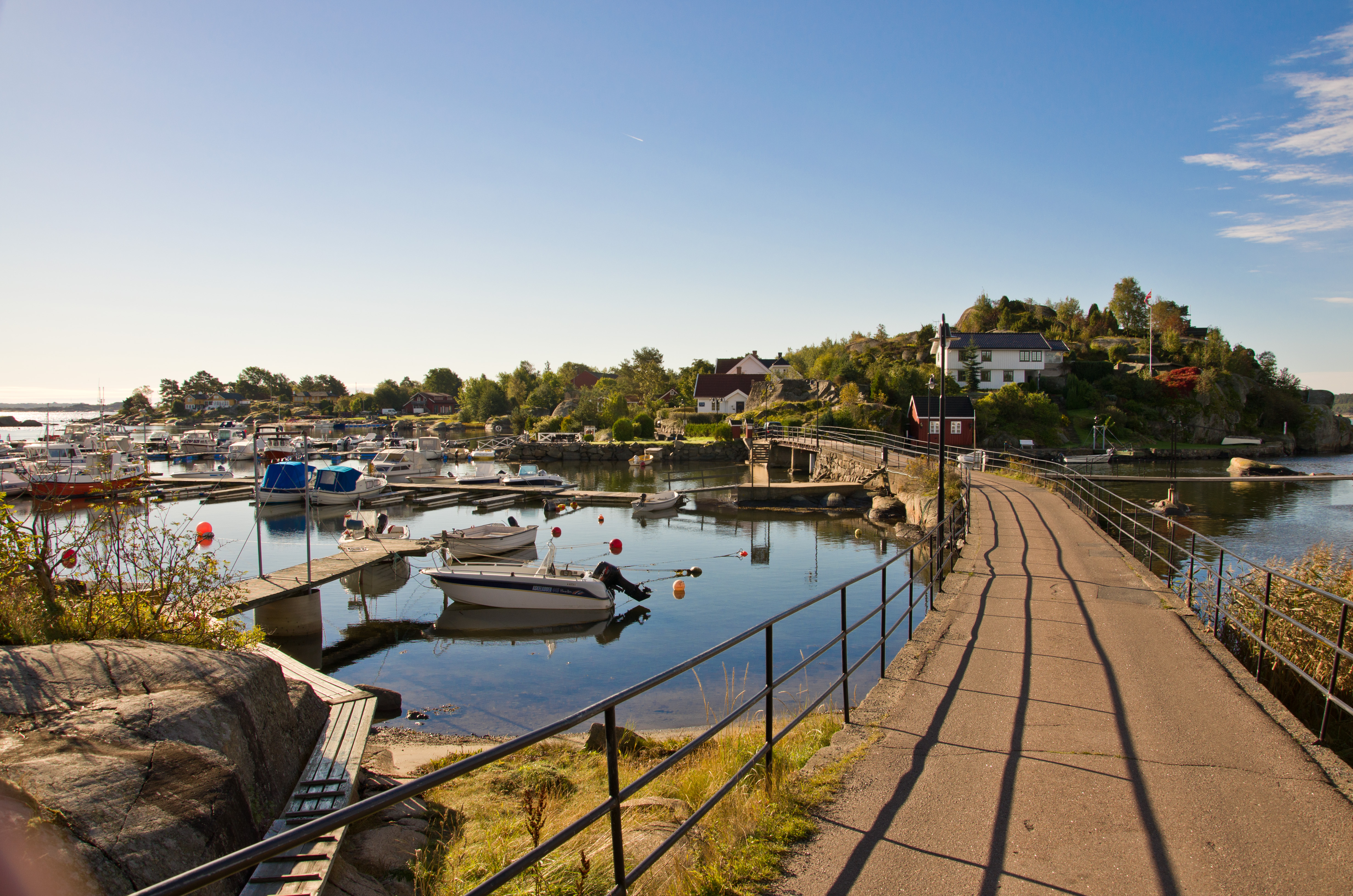
Brücke nach Natholmen

Der Flughafen Torp (norw. Sandefjord Lufthavn) bedient die Stadt mit nationalen und internationalen Verbindungen.
Es besteht eine Fährverbindung nach Strömstad in Schweden mit der Reederei Color Line.
Sandefjord hat einen Bahnhof an der Vestfoldbane, ferner ist es an die Fernstraße E18 angebunden.

## Kultur

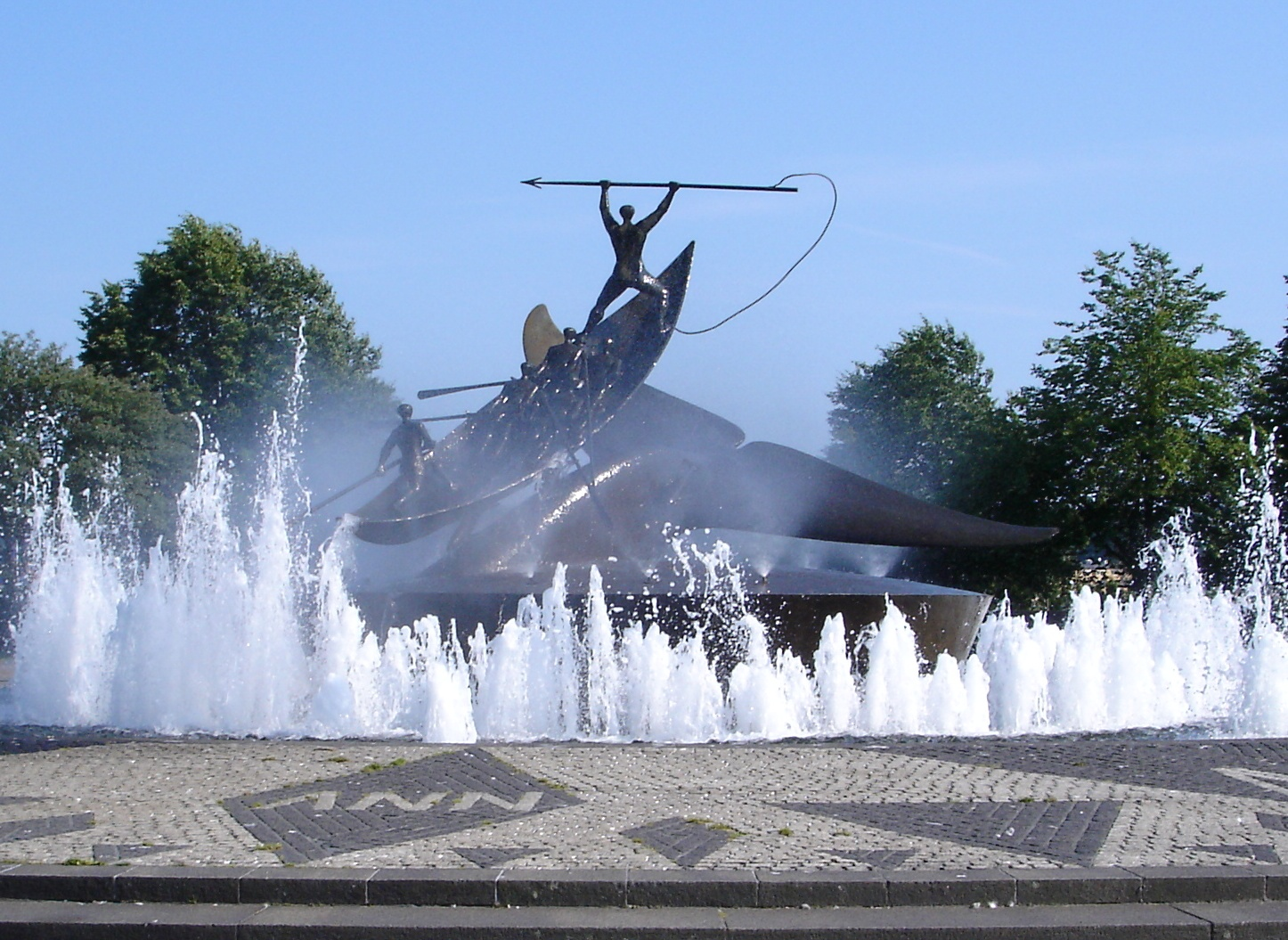
Walfangmonument in Sandefjord

In der Stadt befindet sich das Walfangmuseum Sandefjordmuseene (auch Hvalfangstmuseet), das auf eine Stiftung von Konsul Lars Christensen, einem Sohn von Christen Christensen, zurückgeht.
Die Felsritzungen von Sverstad liegen auf einem Friedhof in einem kleinen Park in Sverstad, nördlich von Sandefjord.

## Sport
Sandefjord Fotball stieg 2016 in Norwegens erste Liga Eliteserien auf.
Im Handball spielen Runar und Sandefjord TIF jeweils in der ersten Liga. Letzteres Team wurde in den letzten Jahren einige Male norwegischer Meister der Herren. Der Spieler Jonny Jensen (SG Flensburg-Handewitt) spielte einige Jahre bei TIF.

## Söhne und Töchter der Stadt
- Per Fredrik Åsly (* 1986), Sänger
- Bjørn Barth (1931–2014), Diplomat, Botschafter Norwegens
- Marcus und Sondre Borgersen Bringaker, Sänger (SoMa)
- Christopher Castberg (1833–1900), Pionier des Walfangs in Sandefjord
- Christen Christensen (1845–1923), Werftbesitzer und Reeder
- Ingrid Christensen (1891–1976), Entdeckerin
- Lars Christensen (1884–1965), Reeder
- Karin Fossum (* 1954), Schriftstellerin
- Per Halle (* 1949), Langstreckenläufer
- Gunhild Haugen, geborene Halle (* 1972), Mittel- und Langstreckenläuferin
- Anita Hegerland (* 1961), Sängerin
- Nora Holstad Berge (* 1987), Fußballspielerin
- Ronny Johnsen (* 1969), Fußballspieler
- Magnus Konow (1887–1972), Segler
- André Bergsholm Kristensen (* 2000), Handballspieler
- Astrid Løke (* 2002), Handballspielerin
- Frank Løke (* 1980), Handballspieler
- Christoffer Rambo (* 1989), Handballspieler
- Dag Solstad (1941–2025), Autor
- Thorbjørn Svenssen (1924–2011), Fußballnationalspieler
- Bjørn Tveter (* 1944), Eisschnellläufer
- Ole Wegger (1859–1936), Schiffbauingenieur und Werftdirektor der Framnæs Mekaniske Værksted
- Ina Wroldsen (* 1984), Sängerin